# 陸炳泉
陸炳泉，SBS（Luk Ping-chuen，1946年9月22日—），香港郵政署前署長。
陸炳泉1968年1月加入政府任二級助理郵務監督，1992年7月晉升為郵政署助理署長，1996年1月晉升為郵政署副署長，1998年11月至2003年3月任郵政署署長。
陸炳泉服務政府36年，竭誠為香港市民及政府服務，尤其為香港郵政確立有為進取的機構形象；並在為市民提供快捷妥當的服務方面力求創新等等工作，居功至偉，於2003年獲頒授銀紫荊星章。

## 榮譽
- 2003年 銀紫荊星章[1]